# 北京城市副中心报
《北京城市副中心报》是北京市通州区区委宣传部主办的一份报纸。

## 历史
1995年1月，通县县委宣传部创立内部发行的周刊《通县经济报》，年发行量25000份。
1996年3月，更名为《北京通州报》。
1999年1月，更名为《通州时讯》。
2004年5月8日，改为每日发行，每日发行量5万份，为中華人民共和國首家社区日报。
2020年10月19日，随着北京城市副中心的建设，《通州时讯》更名为《北京城市副中心报》，设要闻、新闻、综合、专副刊四版。